# Dolichopus planitarsis
Dolichopus planitarsis är en tvåvingeart som beskrevs av Fallen 1823. Dolichopus planitarsis ingår i släktet Dolichopus och familjen styltflugor. Enligt den finländska rödlistan är arten sårbar i Finland. Arten är reproducerande i Sverige. Artens livsmiljö är källmiljöer. Inga underarter finns listade i Catalogue of Life.